# Симеон III (епископ Смоленский)
Епископ Симеон III — епископ Русской православной церкви, епископ Смоленский и Брянский.

## Биография
С 1551 года — игумен Кирилло-Белозерского монастыря.
В 1555 году в сане игумена присутствовал при хиротонии Казанского архиепископа Гурия (Руготина).
17 марта 1555 года хиротонисан во епископа Смоленского и Брянского.
В 1564 году присутствовал на Соборе святителей, который постановил новгородскому и казанскому архиепископам так же, как и московскому митрополиту, носить белый клобук (вместо чёрного) и печатать выходящие от них грамоты красным воском (вместо чёрного).
В 1562 году ручался царю за князя И. Д. Бельского.
Участник 02 июля Земского собора 1566 года, а 20 июля 1566 года присутствовал на Соборе об избрании митрополита Московского и всея Руси Филиппа (Колычёва).
Скончался 28 июля 1567 года.